# Orica-BikeExchange/Saison 2016
Diese Liste beschreibt die Mannschaft und die Erfolge in der Saison 2016 des Radsportteams, welches bis zum 30. Juni den Namen Orica GreenEdge hatte und ab dem 1. Juli Orica-BikeExchange hieß.

## Erfolge in der UCI WorldTour
In den Rennen der Saison 2016 der UCI WorldTour gelangen die nachstehenden Erfolge.
| Datum          | Rennen                        | Sieger              |
| -------------- | ----------------------------- | ------------------- |
| 19. Januar     | 1. Etappe Tour Down Under     | Caleb Ewan          |
| 21. Januar     | 3. Etappe Tour Down Under     | Simon Gerrans       |
| 22. Januar     | 4. Etappe Tour Down Under     | Simon Gerrans       |
| 24. Januar     | 6. Etappe Tour Down Under     | Caleb Ewan          |
| 19.–24. Januar | Gesamtwertung Tour Down Under | Simon Gerrans       |
| 6. März        | Prolog Paris–Nizza (EZF)      | Michael Matthews    |
| 8. März        | 2. Etappe Paris–Nizza         | Michael Matthews    |
| 10. April      | Paris–Roubaix                 | Mathew Hayman       |
| 1. Mai         | 5. Etappe Tour de Romandie    | Michael Albasini    |
| 21. Mai        | 14. Etappe Giro d’Italia      | Esteban Chaves      |
| 12. Juli       | 10. Etappe Tour de France     | Michael Matthews    |
| 21. August     | Cyclassics Hamburg            | Caleb Ewan          |
| 25. August     | 6. Etappe Vuelta a España     | Simon Yates         |
| 1. September   | 12. Etappe Vuelta a España    | Jens Keukeleire     |
| 8. September   | 18. Etappe Vuelta a España    | Magnus Cort Nielsen |
| 11. September  | 21. Etappe Vuelta a España    | Magnus Cort Nielsen |
| 1. Oktober     | Lombardei-Rundfahrt           | Esteban Chaves      |

## Erfolge in der UCI Europe Tour
In den Rennen der Saison 2016 der UCI Europe Tour gelangen die nachstehenden Erfolge.
| Datum         | Rennen                        | Kat. | Sieger                    |
| ------------- | ----------------------------- | ---- | ------------------------- |
| 3. April      | Vuelta a La Rioja             | 1.1  | Michael Matthews          |
| 16. Juni      | 1. Etappe Tour de Slovénie    | 2.1  | Jens Keukeleire           |
| 25. Juli      | Prueba Villafranca de Ordizia | 1.1  | Simon Yates               |
| 11. September | 8. Etappe Tour of Britain     | 2.HC | Caleb Ewan                |
| 24. September | Giro dell’Emilia              | 1.HC | Esteban Chaves            |
| 25. September | Duo Normand                   | 1.1  | Luke Durbridge Svein Tuft |

## Erfolge in der UCI Oceania Tour
In den Rennen der Saison 2016 der UCI Oceania Tour gelangen die nachstehenden Erfolge.
| Datum      | Rennen                    | Kat. | Sieger     |
| ---------- | ------------------------- | ---- | ---------- |
| 5. Februar | 2. Etappe Herald Sun Tour | 2.1  | Caleb Ewan |

## Erfolge bei den Nationalen Straßen-Radsportmeisterschaften
In den Rennen zu den Nationalen Straßen-Radsportmeisterschaften 2016 gelangen die nachstehenden Erfolge.
| Datum       | Rennen                                           | Fahrer          |
| ----------- | ------------------------------------------------ | --------------- |
| 11. Februar | Südafrikanische Meisterschaft – Einzelzeitfahren | Daryl Impey     |
| 25. Juni    | Hongkongische Meisterschaft – Einzelzeitfahren   | King Lok Cheung |
| 26. Juni    | Hongkongische Meisterschaft – Straßenrennen      | King Lok Cheung |

## Zugänge – Abgänge
| Zugänge                     | Team 2015              | Abgänge          | Team 2016                   |
| --------------------------- | ---------------------- | ---------------- | --------------------------- |
| Rubén Plaza                 | Lampre-Merida          | Ivan Santaromita | Skydive Dubai-Al Ahli Club  |
| Amets Txurruka              | Caja Rural-Seguros RGA | Simon Clarke     | Cannondale Pro Cycling Team |
| Luka Mezgec                 | Team Giant-Alpecin     | Adam Blythe      | Tinkoff                     |
| Christopher Juul            | Tinkoff-Saxo           | Leigh Howard     | IAM Cycling                 |
| Alexander Edmondson         | Neoprofi               | Jens Mouris      | Drapac Professional Cycling |
| Jack Haig                   | Neoprofi               | Pieter Weening   | Roompot Oranje Peloton      |
| Robert Power                | Neoprofi               | Brett Lancaster  | Laufbahn beendet            |
| King Lok Cheung (ab 15.03.) | HKSI Pro Cycling Team  | Cameron Meyer    | Team Dimension Data         |

## Mannschaft
| Teamkader 2016                                             | Teamkader 2016     | Teamkader 2016         | Teamkader 2016                      |
| Name                                                       | Geburtsdatum       | Land                   | Vorheriges Team                     |
| ---------------------------------------------------------- | ------------------ | ---------------------- | ----------------------------------- |
| Michael Albasini                                           | 20. Dezember 1980  | Schweiz                | HTC-Highroad (2011)                 |
| Sam Bewley                                                 | 22. Juli 1987      | Neuseeland             | PureBlack Racing (2012)             |
| Esteban Chaves                                             | 17. Januar 1990    | Kolumbien              | Colombia (2013)                     |
| Magnus Cort Nielsen                                        | 16. Januar 1993    | Dänemark               | Cult Energy Vital Water (2014)      |
| Mitchell Docker                                            | 2. Oktober 1986    | Australien             | Skil-Shimano (2011)                 |
| Luke Durbridge                                             | 9. April 1991      | Australien             | Jayco-AIS (2011)                    |
| Alexander Edmondson                                        | 22. Dezember 1993  | Australien             | Jayco-AIS World Tour Academy (2015) |
| Caleb Ewan                                                 | 11. Juli 1994      | Australien             | Jayco-AIS World Tour Academy (2014) |
| Simon Gerrans                                              | 16. Mai 1980       | Australien             | Team Sky (2011)                     |
| Jack Haig                                                  | 6. September 1993  | Australien             | Jayco-AIS World Tour Academy (2015) |
| Mathew Hayman                                              | 20. April 1978     | Australien             | Team Sky (2013)                     |
| Michael Hepburn                                            | 17. August 1991    | Australien             | Jayco-AIS (2011)                    |
| Damien Howson                                              | 13. August 1992    | Australien             | Jayco-AIS World Tour Academy (2013) |
| Daryl Impey                                                | 6. Dezember 1984   | Südafrika              | NetApp (2011)                       |
| Christopher Juul-Jensen                                    | 6. Juli 1989       | Dänemark               | Tinkoff-Saxo (2015)                 |
| Jens Keukeleire                                            | 23. November 1988  | Belgien                | Cofidis, le Crédit en Ligne (2011)  |
| Cheung King-lok (24. Mär.–31. Dez.)                        | 8. Februar 1991    | Hong Kong              | HKSI Pro Cycling Team (2016)        |
| Michael Matthews                                           | 26. September 1990 | Australien             | Rabobank (2012)                     |
| Christian Meier                                            | 21. Februar 1985   | Kanada                 | UnitedHealthcare (2011)             |
| Luka Mezgec                                                | 27. Juni 1988      | Slowenien              | Giant-Alpecin (2015)                |
| Rubén Plaza                                                | 29. Februar 1980   | Spanien                | Lampre-Merida (2015)                |
| Robert Power                                               | 11. Mai 1995       | Australien             | Jayco-AIS World Tour Academy (2015) |
| Svein Tuft                                                 | 9. Mai 1977        | Kanada                 | SpiderTech-C10 (2011)               |
| Amets Txurruka                                             | 10. November 1982  | Spanien                | Caja Rural-Seguros RGA (2015)       |
| Carlos Verona (30. Jul.–31. Dez.)                          | 4. November 1992   | Spanien                | Etixx-Quick Step (2016)             |
| Adam Yates                                                 | 7. August 1992     | Vereinigtes Königreich | Club Cycliste d'Étupes (2013)       |
| Simon Yates                                                | 7. August 1992     | Vereinigtes Königreich | 100% me (2013)                      |
| Nick Schultz (1. Aug.–31. Dez., Stagiaire)                 | 13. September 1994 | Australien             | CR4C Roanne (2015)                  |
|                                                            |                    |                        |                                     |
| Quellen: ProCyclingStats Cycling Quotient Cycling Archives |                    |                        |                                     |